# 2025 في العراق
تحتوي هذه المقالة على أهم الأحداث التي شهدها العراق في عام 2025. إضافة إلى أهم الشخصيات العراقية التي وُلدت أو تُوفيت في هذه السنة.

## الحُكم
- الرئيس – عبد اللطيف رشيد.
- رئيس الوزراء – محمد شياع السوداني.

## الأحـداث
- 28 كانون الثاني –
  - افتتاح مجسر تقاطع المصافي في بغداد، بلغ طول المجسر الجديد 485 متر وعرضه 19.65 متر وباتجاهين وبخطي مرور لكل اتجاه.[1]
  - افتتاح مجسر ساحة قحطان ضمن مشروع تطوير ساحة النسور في بغداد، بلغ طول المجسر الجديد 800 متر وعرضه 16 متر.[2]
- 26 شباط – افتتاح مجسر الصرافية في بغداد، بلغ طول المجسر الجديد 480 متراً وعرضه 14 متراً باتجاهين، يربط بين شارع الكسرة وشارع باب المعظم.[3]
- 27 شباط – افتتاح خط سكة حديد حجامة-ساوة بطول 43 كيلومترا، في محافظة المثنى.[4]
- 14 آذار – رئيس الوزراء العراقي محمد شياع السوداني يعلن عن مقتل عبد الله مكي مصلح الرفيعي المكنى أبو خديجة الرجل الثاني في تنظيم الدولة الإسلامية (داعش) في عملية استخبارية نُفذت في صحراء الأنبار، وذلك من قِبَل قوات القيادة المركزية الأمريكية بالتعاون مع قوات جهاز المخابرات الوطني وجهاز مكافحة الإرهاب ومجلس أمن أقليم كردستان العراق.[5]
- 14 نيسان – مجلس النواب يصوت على مشروع قانون استحداث محافظة حلبجة.[6]
- 17 أيار – انعقاد القمة العربية في بغداد الدورة الرابعة والثلاثين.[7]
- 26 حزيران – منتخب العراق لكرة القدم للسيدات يحقق أول فوز رسمي في تاريخه بعد انتصاره على منغوليا بخمسة أهداف لهدفين ضمن الجولة الثانية من تصفيات كأس آسيا الجارية في مدينة شيانغ ماي التايلاندية.[8]
- 16 تموز – اندلع حريق في هايبر ماركت الكورنيش في مدينة الكوت مركز محافظ واسط شرق العراق. والتهمت النيران المبنى المؤلف من خمسة طوابق، وتسبب الحريق بمقتل 77 شخص واصابة المئات.[9]

## وفـيات
كانون الثاني
- 2 كانون الثاني - قصي البصري، 82، ممثل ومخرج عراقي.
- 6 كانون الثاني - أحمد خلف، 82، قاص وروائي عراقي.
- 16 كانون الثاني - هشام المدفعي، 87، مهندس معماري عراقي.
- 24 كانون الثاني - مكرم الطالباني، 102، سياسي عراقي.
- 27 كانون الثاني - محمد شكري جميل، 88، مخرج سينمائي عراقي.

شباط
- 2 شباط - صادق فرج، 68، كاتب وصحفي عراقي.
- 8 شباط - عصام الجلبي، 83، سياسي ومهندس ووزير نفط عراقي سابق.[10]
- 11 شباط - بلال الكبيسي، 55، منشد عراقي.[11]

آذار
- 29 آذار - فاضل الربيعي، 72، كاتب وصحفي عراقي.[12]

نيسان
- 17 نيسان - جمعة اللامي، 77، كاتب وروائي عراقي.[13]

أيار
- 9 أيار - صاحب خزعل، 82، لاعب كرة قدم عراقي.[14]
- 15 أيار - موفق محمد، 77، شاعر عراقي.[15]
- 17 أيار - كوركيس إسماعيل، ؟؟، لاعب كرة قدم عراقي.[16]

حزيران
- 6 حزيران - غزوة الخالدي، 82، ممثلة عراقية.[17]

تموز
- 3 تموز - طالب الربيعي، ؟؟، ممثل عراقي.[18]
- 9 تموز - إقبال نعيم، 67، ممثلة عراقية.[19]

آب
- 5 آب - شدراك يوسف، 83، لاعب كرة قدم ومعلق رياضي عراقي.[20]